# Ben Osborn
Benjamin Jarrod ("Ben") Osborn (Derby, 5 augustus 1994) is een Engels betaald voetballer die doorgaans als linksachter speelt, maar die ook als verdedigende middenvelder uit de voeten kan. In juli 2019 verruilde hij Nottingham Forest voor Sheffield United.

## Carrière
Osborn stroomde na tien jaar opleiding door vanuit de jeugd van Nottingham Forest in 2013. Hij zette zijn eerste voetbalstappen evenwel bij Derby County in zijn geboortestad Derby. Hij debuteerde voor Championship-club Nottingham Forest op 29 maart 2014, een uitwedstrijd tegen Ipswich Town die op een 1–1 gelijkspel eindigde. Onder leiding van trainer Stuart Pearce, een clubicoon van Nottingham Forest, werd Osborn een belangrijke speler. Hij was de vaste linksachter van de club van 2014 tot 2019. Nottingham Forest bleef in die tijd een stabiele Engelse tweedeklasser, maar promoveren naar de Premier League lukte de club niet (meer sinds 1998).
Op 26 juli 2019 tekende Osborn een contract bij Premier League-promovendus Sheffield United, dat voor het eerst sinds 2007 in die Premier League zou spelen. Osborn dient daar als vaste back-up voor Enda Stevens op linksachter. Hij maakte zijn debuut in de Premier League op 31 augustus 2019 tegen Chelsea op Stamford Bridge.

## Trivia
- Osborn was fan van Derby County en speelde als 8-jarige even voor de jeugd van de club.[1]